# ريتشيل (فلم)
ريتشيل هو فيلم وثائقي من إخراج سيمون بيطون سنة 2009. يحكي الفيلم عن الصحفية و الناشطة الحقوقية الأمريكية ريتشيل كوري التي قتلت و بطريقة وحشية من قبل الحيش الإسرائيلي سنة 2003 عندما كانت توثق للانتفاضة الفلسطينية.

## روابط خارجية
- Official site
- مقالات تستعمل روابط فنية بلا صلة مع ويكي بيانات
- Rachel at وومن ميك موفييز